# Фридрих фон Шлезвиг-Холщайн-Зондербург-Глюксбург (1701–1766)
Фридрих фон Шлезвиг-Холщайн-Зондербург-Глюксбург (на немски: Friedrich zu Schleswig-Holstein-Sonderburg-Glücksburg; * 1 април 1701, Глюксбург; † 10 ноември 1766, Глюксбург) е херцог на Шлезвиг-Холщайн-Зондербург-Глюксбург (1729 – 1766).

## Биография
Той е най-възрастният син на херцог Филип Ернст фон Шлезвиг-Холщайн-Зондербург-Глюксбург (1673 – 1729) и първата му съпруга принцеса Христиана фон Саксония-Айзенберг (1679 – 1722), единствената дъщеря на херцог Христиан фон Саксония-Айзенберг (1653 – 1707) и първата му съпруга принцеса Христиана фон Саксония-Мерзебург. Брат е на Карл Ернст (1706 – 1761), херцог на Шлезвиг-Холщайн-Зондербург-Глюксбург.
На 28 септември 1716 г. Фридрих става хауптман на охраната на датския крал и на 24 декември 1717 г. хауптман на пехотната охрана и шеф на компанията. Между 1719 и 1724 г. той прави кавалерно пътуване през Италия, Германия и Холандия. През март 1723 г. той е полковник-лейтенант в охранителния полк на краля. Наследява през 1729 г. баща си и напуска.
Фридрих става на 11 юни 1729 г. полковник на Олденбургския полк на пехотата. На 4 юли 1736 г. получава „ордена на слона“. След няколко години става генерал-майор, и на 28 октомври 1749 г. генерал лейтенант и на 31 март 1758 г. генерал на пехотата. Напуска Олденбургския полк едва през 1760 г. На 5 март 1766 г. той напуска.
Умира на 10 ноември 1766 г. на 65 години след осемгодишна болест.

## Фамилия
Фридрих се жени на 19/29 юни 1745 г. в Детмолд за графиня Хенриета Августа фон Липе-Детмолд (* 26 март 1725, † 5 август 1777), дъщеря на граф Симон Хайнрих Адолф фон Липе-Детмолд (1694 – 1734) и принцеса Йохана Вилхелмина фон Насау-Идщайн (1700 – 1756), дъщеря на княз Георг Август фон Насау-Идщайн. Те имат децата:
- София Магдалена (* 22 март 1746, Глюксбург; † 21 март 1810, Вале), абатиса на манастир Вале през 1782, в Зеланд
- Фридрих Хайнрих Вилхелм (* 15 март 1747; † 13 март 1779), херцог на Шлезвиг-Холщайн-Глюксбург, женен на 9 август 1769 г. в Саарбрюкен за принцеса Анна Каролина фон Насау-Саарбрюкен (1751 – 1824)
- Луиза Шарлота (* 5 март 1749; † 30 март 1812), омъжена на 26 юли 1763 г. в Глюксбург за княз Карл Георг Лебрехт фон Анхалт-Кьотен (1730 – 1789)
- Юлиана Вилхелмина (* 30 април 1754; † 13 септември 1823), омъжена на 17 юли 1776 г. в Глюксбург за княз Лудвиг фон Бентхайм-Щайнфурт (1756 – 1817)
- Симон Лудвиг (* 21 юни 1756, Глюксбург; † 2 септември 1760, Глюксбург)
- Хенриета Августа (*/† 3 юни 1757)
- Луиза Кристиана Каролина (* 16 февруари 1763 – ?)